# Hubert Luttenberger
Hubert Luttenberger (* 21. Oktober 1926 in Neu-Bamberg; † 29. Dezember 2021 ebenda) war ein deutscher Motorradrennfahrer.

## Karriere
Hubert Luttenberger startete Anfang der 1950er-Jahre als Privatfahrer. 1951 gewann er auf einer DKW das 125er-Rennen beim Preis des Saarlandes in St. Wendel. 1952 und 1953 ging er als NSU-Werksfahrer in der Motorrad-Weltmeisterschaft an den Start.
1958 konnte Luttenberger auf F.B Mondial Deutscher Meister in der 125-cm³-Klasse werden. Willi Scheidhauer lag punktgleich auf Platz zwei, Karl Kronmüller wurde Dritter (beide auf Ducati).

## Statistik

### Erfolge
- 1958 – Deutscher 125-cm³-Meister auf F.B Mondial

### In der Motorrad-Weltmeisterschaft
| Saison | Klasse  | Ergebnis | Maschine | Siege |
| ------ | ------- | -------- | -------- | ----- |
| 1952   | 125 cm³ | 14.      | NSU      | 0     |

### Rennsiege
| Jahr | Klasse  | Maschine    | Rennen                    | Strecke           |
| ---- | ------- | ----------- | ------------------------- | ----------------- |
| 1951 | 125 cm³ | DKW         | Preis des Saarlandes      | Stadtkurs         |
| 1954 | 125 cm³ | MV Agusta   | Dieburger Dreiecksrennen  | Dieburger Dreieck |
| 1958 | 125 cm³ | F.B Mondial | Grand Prix des Frontières | Chimay            |
| 1958 | 125 cm³ | F.B Mondial | Preis der Slowakei        | Piešťany          |

## Verweise